# Татами (фильм)
«Татами» (англ. Tatami) — спортивно-драматический фильм режиссёров Гая Натива и Зары Амир Эбрахими по сценарию Натива и Эльхама Эрфани. В главных ролях снялись Арьенн Мэнди, сама Эбрахими, Джейми Рэй Ньюман и Эш Голдех.
Первый полнометражный фильм, снятый совместно иранским и израильским режиссёрами.
Его мировая премьера состоялась 2 сентября на 80-м Венецианском международном кинофестивале в сентябре 2023 года (программа «Горизонты»). Там он был отмечен призом независимой секции Brain Award, вручаемой фильмам, наиболее полно демонстрирующим «уважение прав человека, демократии, плюрализма, ценности индивидуальности, свободы совести, выражения мнений и исследований, принципа равных возможностей».

## Сюжет
Лейла (Мэнди) и её тренер Марьям (Эбрахими) едут на чемпионат мира по дзюдо, когда они получают ультиматум от Исламской Республики, предписывающий Лейле инсценировать травму и проиграть.

## В ролях
- Арьенн Мэнди — Лейла
- Зар Амир Эбрахими — Марьям
- Джейми Рэй Ньюман — Стейси Трэвис
- Эш Голдех — Надер
- Надин Маршалл — Жанна Клэр Абриэль
- Сина Парванехи — Азизи
- Лир Кац — Шир